# Рике, Франсуа-Жозеф-Филипп де
Франсуа́-Жозе́ф-Фили́пп де Рике́ (фр. François-Joseph-Philippe de Riquet; 21 сентября 1771, Париж, — 2 марта 1843, Тулуза) — граф де Караман, шестнадцатый принц Шиме (24 июля 1804—1843).
Во время Французской революции эмигрировал, вернулся с установлением Первой империи и получил звание chef de cohorte от Наполеона.
Вместе с женой погребён под ризницей церкви в Шиме.

## Семья
Женился 22 августа 1805 года на Терезии Кабаррюс, бывшей супруге Ж.-Л. Тальена. Имел от неё трёх детей.
1. Жозеф-Филипп де Рике, граф де Караман, семнадцатый принц Шиме (1808—1886).
2. Мишель-Габриэль-Альфонс-Фердинанд (1810—1865) — отец Марии-Клотильды-Елизаветы-Луизы де Рике, графини де Мерси-Аржанте.
3. Мария-Августа-Луиза-Терезия-Валентина (1815—1876).